# Pitakat Taik

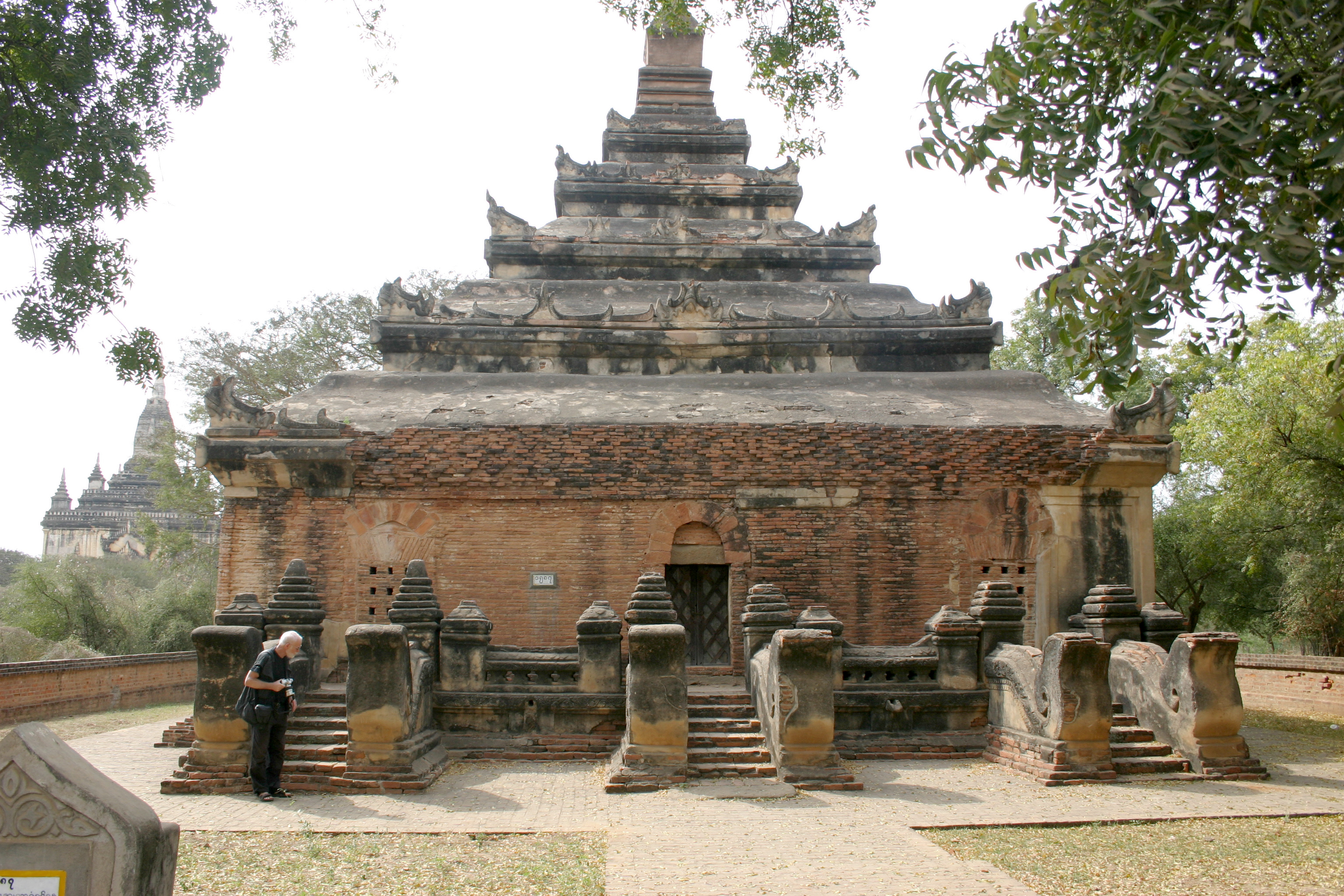
Pitakat Taik

Pitakat Taik (birmanisch ပိဋကတ်တိုက်) ist ein Bibliotheksgebäude in Bagan, Myanmar, unweit nördlich vom Thatbinnyu-Tempel.

## Geschichte
König Anawrahta ließ die Bibliothek 1058 erbauen, nachdem er Thaton erobert und von dort 30 Elefanten-Ladungen mit heiligen Schriften nach Bagan gebracht hatte. Das heutige Erscheinungsbild ist das Ergebnis des Umbaus von 1783 unter König Bodawpaya.

## Beschreibung
Der fünffach gegliederte pyramidenartige Dachaufbau auf dem quadratischen einstöckigen Gebäude setzt Elemente der Holzkonstruktionen, die für Bauten im 18. Jahrhundert typisch sind, in Stein um.